# Pestisdoktor

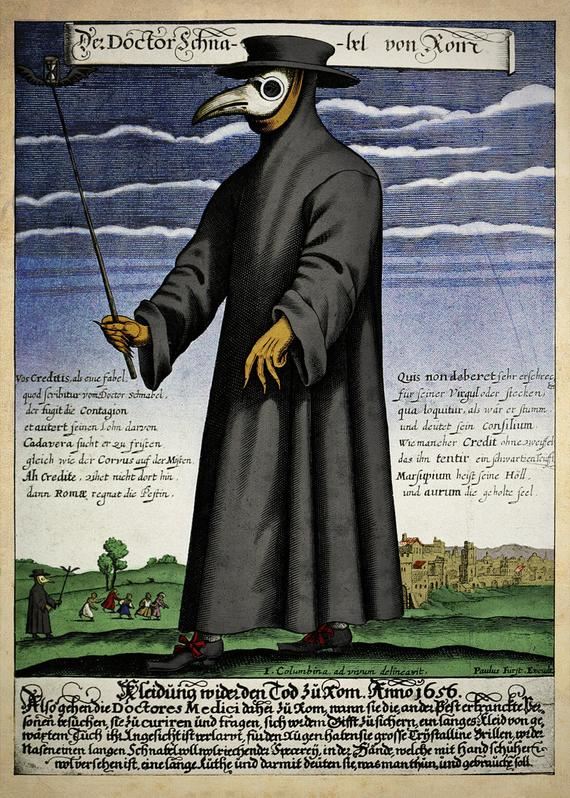
Madárcsőrös maszkjába fűszereket, gyógynövényeket tett a pestisdoktor, mert úgy gondolták, hogy az megvédi őket a pestistől

A pestisdoktor középkori, kora újkori nyugat-európai városi alkalmazott volt, aki a járvány sújtotta település betegeit kezelte, valamint vezette az elhalálozottak listáját.

## Története

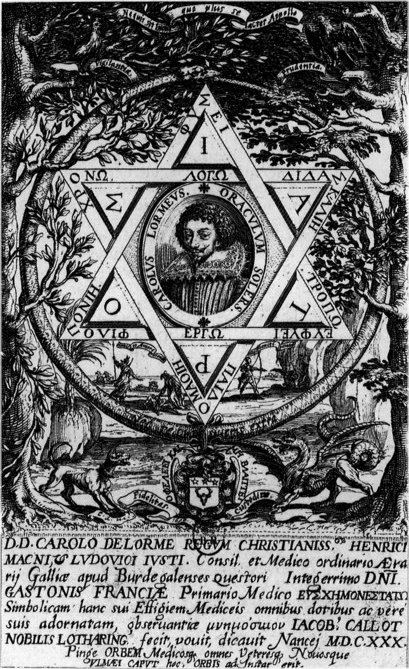
Charles de Lorme francia udvari főorvos 1619-ben találta ki a „csőrös” védőöltözetet

A fekete halál európai megjelenésekor az emberek semmit nem tudtak a Yersinia pestis nevű enterobaktérium biológiájáról, a pestis okáról, terjedéséről. A betegekkel való foglalkozásra külön hatósági személyeket neveztek ki, ők voltak a pestisdoktorok. Az elnevezéssel szemben a tisztség betöltői nem feltétlenül voltak orvosok. A pestisdoktorokat a település fizette, de többükről tudni, hogy mesésen meggazdagodtak, amikor a beteg családoktól nagy pénzeket csaltak ki kétes értékű „kezeléseik” fejében. Az általános kezelés érvágásból, illetve a piócáknak a megduzzadt nyirokcsomókra helyezéséből állt.
A pestisdoktorok nélkülözhetetlenek voltak a járvány által sújtott városokban, falvakban. Miközben a lakosság negyede-harmada elpusztult, vagy éppen haldoklott, ők próbáltak meg gondoskodni a betegekről és a holtakról. A pestisdoktorok vezették a halottak listáját, és gyakran ők voltak a végrendeletek tanúi is.
A pestisdoktorok a 17. századtól hosszú viaszos köpenyt, valamint madárcsőrre emlékeztető maszkot hordtak. Mindkettőnek az volt a célja, hogy minél kevésbé érintkezzenek a halottakkal és az őket körülvevő fertőző levegővel. A maszkba illatos növényeket raktak, hogy megakadályozzák a rossz levegő (mal aria) belélegzését. Felszerelésükhöz tartozott egy bot, egyébként fizikailag nem érintkeztek a betegekkel. A legismertebb pestisdoktor Nostradamus volt. Az öltözet feltalálását Charles de Lorme, a Medici-család, majd három egymást követő francia király, IV. Henrik, XIII. Lajos és XIV. Lajos udvari orvosának tulajdonítják, aki elsőként így írta le 1619-ben az öltözéket: „Az orr fél láb hosszú, csőr alakú, illatokkal teli, csak egy-egy nyílással az orrcimpákhoz közel, amelyek elegendőek a lélegzethez és hogy a beszívott levegővel szállítsák a kipárolgását a csőr alsó részén található füveknek. A kabát alatt marokkói bőrből készült csizmát viselünk és puha pantallót, amely a nevezett csizmákhoz van kapcsolva, valamint puha, rövid ujjú inget, amely a pantallóba van tűrve. A kalap és a kesztyűk is ugyanezen bőrből készültek, a tekintetet szemüveg fedi.”
A pestis elleni első szérumot csak a 19. század végén állította elő Alexander Yersin, aki azonosította a pestist okozó baktériumot, és gyógymódot is talált rá.